# UFC 260
UFC 260: Miocic vs. Ngannou 2 fue un evento de artes marciales mixtas producido por Ultimate Fighting Championship que tuvo lugar el 27 de marzo de 2021 en las instalaciones del UFC Apex en Enterprise, Nevada, parte del Área metropolitana de Las Vegas, Estados Unidos.

## Antecedentes
Una pelea de revancha por el Campeonato de Peso Pesado de UFC entre el actual dos veces campeón Stipe Miočić y Francis Ngannou encabezó el evento. Se enfrentaron previamente en UFC 220 el 20 de enero de 2018, donde Miočić ganó por decisión unánime y rompió el récord de más defensas consecutivas del campeonato, con su tercera defensa.
Una pelea por el Campeonato de Peso Pluma de UFC entre el actual campeón Alexander Volkanovski y el exretador al título Brian Ortega habría servido como el evento coprincipal. Sin embargo, la pelea fue cancelada una semana antes de que se llevara a cabo ya que Volkanovski dio positivo por COVID-19. Se espera que el combate se reprograme para un evento futuro.
Se esperaba que Johnny Walker enfrentara a Jimmy Crute en un combate de peso semipesado en el evento. Sin embargo, Walker se retiró de la pelea a principios de febrero citando una lesión en el pecho. La promoción retiró a Crute de la cartelera y le programo un combate contra Anthony Smith el mes siguiente en UFC 261.
En el evento estaba programada una pelea de peso pesado entre el excampeón de peso pesado de la WSOF, Blagoy Ivanov y Marcin Tybura. Sin embargo, Ivanov fue retirado de la pelea a finales de febrero, citando una lesión. Ahora se espera que Tybura compita contra Walt Harris en UFC Fight Night: Rozenstruik vs. Sakai el 5 de junio.
Una pelea de peso mosca entre Gillian Robertson y Miranda Maverick estaba programada para UFC 258, pero fue cancelada el día del evento, después de que Robertson tuviera una enfermedad no relacionada con COVID-19. Finalmente se enfrentaron en este evento.
Se esperaba que en el evento se llevara a cabo una pelea de peso paja entre Randa Markos y la recién llegada Luana Pinheiro. Sin embargo, Markos fue retirada de la cartelera el 18 de marzo después de dar positivo por COVID-19. Se espera que el combate se reprograme cinco semanas después en UFC on ABC: Vettori vs. Holland.
Se esperaba que Jessica Penne y Hannah Goldy, se enfrentaran en una pelea de peso paja en el evento. Sin embargo, el 24 de marzo, Goldy dio positivo por COVID-19 y la pelea se pospuso. Si bien la promoción no lo anunció oficialmente, se espera que la pelea se lleve a cabo tres semanas después en UFC on ESPN: Whittaker vs. Gastelum.
Originalmente se esperaba una pelea de peso semipesado entre Alonzo Menifield y William Knight en UFC Fight Night: Rozenstruik vs. Gane. Sin embargo, la pelea se pospuso durante la semana previa al evento después de que Menifield diera positivo por COVID-19. Luego, la pelea fue reprogramada para este evento, pero esta vez Knight fue removido debido a los protocolos por COVID-19 y fue reemplazado por el recién llegado Fabio Cherant.
En el pesaje, Cherant pesó 206,5 libras, media libra por encima del límite de la división de peso semipesado. Su pelea se llevó a cabo en un peso acordado y fue multado con el 20% de su pago, que fue para su oponente Menifield.

## Resultados
1. ↑  Por el Campeonato de Peso Pesado de UFC.

## Premios de bonificación
Los siguientes luchadores recibieron bonificaciones de $50000 dólares.
- Pelea de la noche: Tyron Woodley vs.Vicente Luque
- Actuación de la noche: Francis Ngannou y Sean O'Malley